# Qualificazioni al campionato europeo dei piccoli stati femminile di pallavolo 2004
Le qualificazioni al campionato europeo dei piccoli stati femminile di pallavolo 2004 si sono svolte dal 3 al 5 gennaio 2004: al torneo hanno partecipato otto squadre nazionali europee di stati con meno di un milione di abitanti e quattro di queste si sono qualificate al campionato europeo dei piccoli stati 2004.

## Regolamento
Le squadre hanno disputato una fase a gironi con formula del girone all'italiana: le prime due classificate di ogni girone si sono qualificate per il campionato europeo dei piccoli stati 2004 (anche la nazionale del paese organizzatore, nonostante già qualificata, ha partecipato alle qualificazioni: nel caso in cui questa si classifichi tra le prime due del proprio girone, nessun'altra nazionale è ripescata).

## Squadre partecipanti
- Cipro
- Fær Øer
- Groenlandia
- Islanda
- Irlanda
- Liechtenstein
- Lussemburgo
- Scozia

## Torneo
| Girone A    | Girone B      |
| ----------- | ------------- |
| Groenlandia | Cipro         |
| Irlanda     | Fær Øer       |
| Islanda     | Liechtenstein |
| Scozia      | Lussemburgo   |

### Girone A

#### Risultati
| 3 gennaio 2004 ?, ? Durata: 1h:09 - Spettatori: 85  | Irlanda     | 3 - 0 | Groenlandia | 25-8, 25-12, 25-18                |
| 3 gennaio 2004 ?, ? Durata: 1h:37 - Spettatori: 30  | Islanda     | 1 - 3 | Scozia      | 23-25, 25-18, 20-25, 18-25        |
| 4 gennaio 2004 ?, ? Durata: 1h:16 - Spettatori: 110 | Islanda     | 0 - 3 | Irlanda     | 16-25, 23-25, 21-25               |
| 4 gennaio 2004 ?, ? Durata: 1h:03 - Spettatori: 45  | Scozia      | 3 - 0 | Groenlandia | 25-17, 25-10, 25-19               |
| 5 gennaio 2004 ?, ? Durata: 1h:56 - Spettatori: 12  | Groenlandia | 3 - 2 | Islanda     | 26-24, 25-21, 13-25, 21-25, 15-11 |
| 5 gennaio 2004 ?, ? Durata: 1h:44 - Spettatori: 130 | Irlanda     | 2 - 3 | Scozia      | 17-25, 17-25, 25-14, 25-13, 11-15 |

#### Classifica
| Pos | Squadra     | Pt | G | V | P | SV | SP | Ratio | PF  | PS  | Ratio |
| --- | ----------- | -- | - | - | - | -- | -- | ----- | --- | --- | ----- |
| 1   | Scozia      | 6  | 3 | 3 | 0 | 9  | 3  | 3.000 | 260 | 227 | 1.145 |
| 2   | Irlanda     | 5  | 3 | 2 | 1 | 8  | 3  | 2.667 | 245 | 190 | 1.289 |
| 3   | Groenlandia | 4  | 3 | 1 | 2 | 3  | 8  | 0.375 | 184 | 256 | 0.719 |
| 4   | Islanda     | 3  | 3 | 0 | 3 | 3  | 9  | 0.333 | 252 | 268 | 0.940 |

### Girone B

#### Risultati
| 3 gennaio 2004 ?, ? Durata: 1h:06 - Spettatori: 100 | Cipro         | 3 - 0 | Fær Øer       | 25-14, 25-19, 25-22               |
| 3 gennaio 2004 ?, ? Durata: 1h:10 - Spettatori: 300 | Lussemburgo   | 3 - 0 | Liechtenstein | 25-9, 25-12, 25-19                |
| 4 gennaio 2004 ?, ? Durata: 2h:05 - Spettatori: 80  | Fær Øer       | 2 - 3 | Liechtenstein | 25-27, 21-25, 25-22, 25-19, 11-15 |
| 4 gennaio 2004 ?, ? Durata: 1h:50 - Spettatori: 300 | Cipro         | 2 - 3 | Lussemburgo   | 25-18, 25-20, 16-25, 19-25, 9-15  |
| 5 gennaio 2004 ?, ? Durata: 1h:11 - Spettatori: ?   | Liechtenstein | 0 - 3 | Cipro         | 15-25, 17-25, 15-25               |
| 5 gennaio 2004 ?, ? Durata: 2h:10 - Spettatori: 150 | Lussemburgo   | 3 - 2 | Fær Øer       | 26-24, 23-25, 25-27, 26-24, 15-11 |

#### Classifica
| Pos | Squadra       | Pt | G | V | P | SV | SP | Ratio | PF  | PS  | Ratio |
| --- | ------------- | -- | - | - | - | -- | -- | ----- | --- | --- | ----- |
| 1   | Lussemburgo   | 6  | 3 | 3 | 0 | 9  | 4  | 2.250 | 293 | 245 | 1.196 |
| 2   | Cipro         | 5  | 3 | 2 | 1 | 8  | 3  | 2.667 | 244 | 205 | 1.190 |
| 3   | Liechtenstein | 4  | 3 | 1 | 2 | 3  | 8  | 0.375 | 195 | 257 | 0.759 |
| 4   | Fær Øer       | 3  | 3 | 0 | 3 | 4  | 9  | 0.444 | 273 | 298 | 0.916 |

## Squadre qualificate
- Cipro
- Irlanda
- Lussemburgo
- Scozia